# Astragalus phoenix
Astragalus phoenix (im englischen als Ash Meadows Milkvetch = Ash-Meadows-Tragant bezeichnet) ist eine seltene Pflanzenart aus der Gattung Tragant (Astragalus) innerhalb der Familie der  Hülsenfrüchtler (Fabaceae). Sie ist in Ash Meadows, Nevada, heimisch.

## Merkmale
Astragalus phoenix ist eine ausdauernde Pflanze, die dichte Halbkugeln oder Laubmatten aus über 100 Blattrosetten mit einem Durchmesser von 40 bis 50 cm bildet. Die Stängel sind wiederholt verzweigt und überragen die Blätter. Die 1,5 bis 3,5 cm langen Laubblätter sind in 1 bis 4 Fiederblätter aufgeteilt. Das Haarkleid besteht aus relativ groben spreizenden Härchen. Die erbsenförmigen Blüten sitzen einzeln oder paarweise an 5 mm langen dauerhaft aufgerichteten Stielen. Sie überragen häufig kaum die entgegengesetzten Nebenblätter. Die Blütenblätter sind rosa-violett. Die bis zu 1,8 cm lange und bis zu 1 cm breite Schote ist eiförmig und gespitzt. Die Blütezeit ist von April bis Anfang Mai.

## Verbreitung und Lebensraum
Das Verbreitungsgebiet von Astragalus phoenix umfasst eine Fläche von 7 × 3 Meilen. Die Populationen sind auf 13 Stellen im Ash Meadows National Wildlife Refuge, Nye County, Nevada, beschränkt. Die Art wächst ausschließlich auf Böden mit einer Mineralkruste und ist nicht in gestörten Gebieten zu finden. Der Lebensraum umfasst trockene, harte, weiße Ödflächen, Arroyos und Kuppen aus kalkhaltigen, alkalischen Böden.

## Status
Astragalus phoenix wurde am 16. Juni 1976 in der Kategorie „stark gefährdet“ (endangered) in den Endangered Species Act aufgenommen. Die Hauptgefährdung geht von Weidevieh, grasenden Kaninchen, Staub von gestörten Böden und dem Pferdegetrampel im offenen Gelände aus. Seit 1969 ist das Verbreitungsgebiet der Art um die Hälfte geschrumpft.